# Campeonato Central de Rugby 2006
El Campeonato Central de Rugby de 2006 fue la 59° edición del torneo de rugby de primera división de Chile.

## Participantes
| Equipo               |
| -------------------- |
| COBS                 |
| Stade Français       |
| PWCC                 |
| Alumni SC            |
| Old Georgians        |
| Sporting Rugby Club  |
| Old Boys             |
| Universidad Católica |
| Old John's           |
| Los Troncos          |
| Old Macks            |

## Fase final

### Semifinales
| 30 de septiembre de 2006 | Old Macks | 15 - 23 | Universidad Católica |  |  |

| 14 de octubre de 2006 | Old Macks | 18 - 16 | Universidad Católica |  |  |

| 30 de septiembre de 2006 | Los Troncos | 25 - 25 | Old Boys |  |  |

| 14 de octubre de 2006 | Los Troncos | 25 - 28 | Old Boys |  |  |

#### Final
| 21 de octubre de 2006 | Universidad Católica | 18 - 15 | Old Boys |  |  |

| Bandera de Chile             |
| Campeón Universidad Católica |
| Décimo octavo título         |